# Kuarup

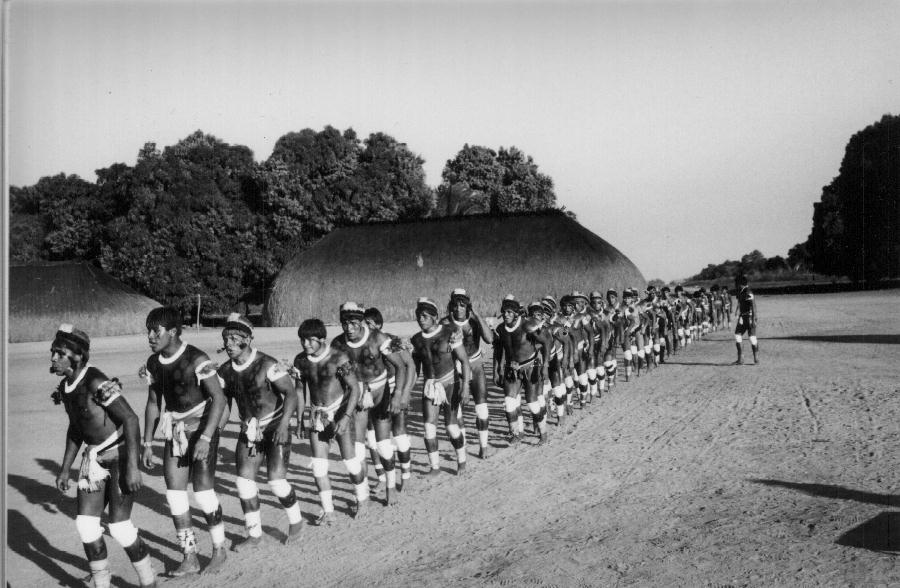
File d'Indiens se disposant pour la cérimonie du Kuarup

Kuarup ou Kwarup (du camaiurá kwaryp) est une grande cérémonie intercommunautaire du Brésil.
Cette fête concerne les peuples indigènes de la région du Haut Xingu, situés dans l'État du Mato Grosso, dans le Parc Indigène du Xingu (Réserve fédérale du fleuve Xingu). 
Le Kuarup est la plus grande cérémonie inter-communautaire des Xinguaniens. Organisée sur un jour et demi, elle célèbre des funérailles secondaires et met en scène une mise en commun des morts de la région et une mise en relation des vivants qui entrent dans l'âge adulte (Menget 1993).
Elle serait liée au cycle mythologique d'un héros culturel connu parmi les Camaiurás comme Mavotsinin. 
Pendant le Kuarup, des combats de luttes traditionnelles entre tribus sont organisées, le Huka-huka.